# Liste des stades de baseball du Tennessee

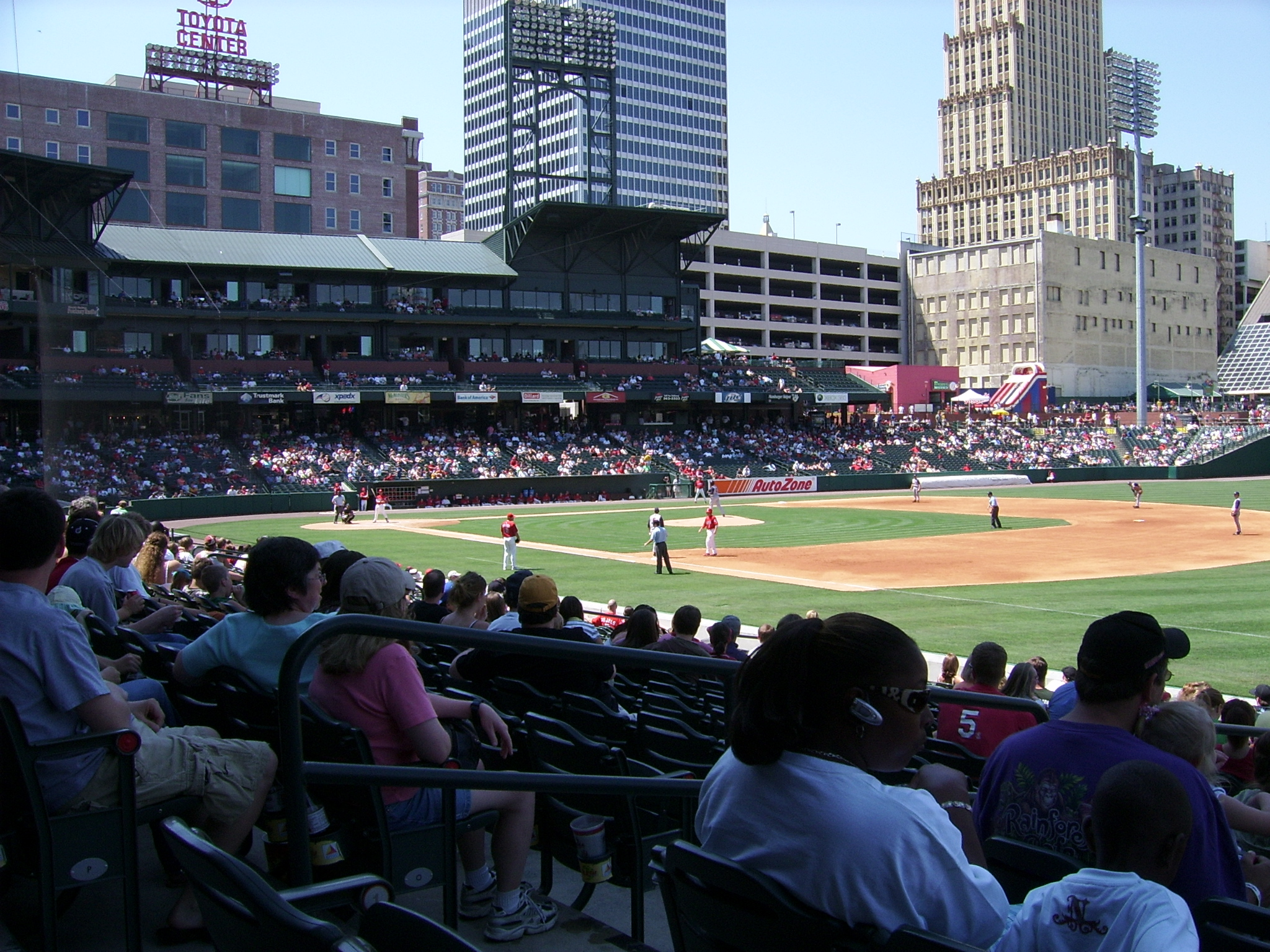
L'AutoZone Park, avec plus de 14000 places, est le stade de baseball d'un club professionnel de plus grande capacité au Tennessee.

La liste des stades de baseball du Tennessee recense l'ensemble des stades de baseball des ligues majeures, ligues mineures et ligues indépendantes situés dans l'État du Tennessee, aux États-Unis.
Le Tennessee possède neuf stades occupés par un club professionnel des ligues mineures de baseball, le Tennessee ne possédant aucune franchise de ligue majeure. 
Le stade de plus grande capacité de l'État du Tennessee est l'AutoZone Park, d'une capacité de 14384 places, situé à Memphis. Construit en 2000, il est le domicile des Redbirds de Memphis, club de ligue mineure, de niveau Triple-A, évoluant en Ligue de la côte du Pacifique.
L'Engel Stadium, inauguré en 1930 et domicile des Lookouts de Chattanooga 1930 à 1999, est l'un des plus anciens stades du Tennessee encore en usage. Une fondation a été créée pour financer sa protection et rénovation et l'édifice est protégé, depuis 2009, en tant que monument historique au Registre national des lieux historiques.

## Stades

### Occupés par un club professionnel
| Nom                          | Club                      | Ligue   | Localité     | Capacité | Année | Coordonnées                  |
| ---------------------------- | ------------------------- | ------- | ------------ | -------- | ----- | ---------------------------- |
| AutoZone Park                | Redbirds de Memphis       | mineure | Memphis      | 14320    | 2000  | 35° 08′ 35″ N, 90° 02′ 57″ O |
| Herschel Greer Stadium       | Sounds de Nashville       | mineure | Nashville    | 10300    | 1978  | 36° 08′ 35″ N, 86° 46′ 24″ O |
| Smokies Park (en)            | Smokies du Tennessee      | mineure | Kodak        | 6412     | 2000  | 35° 59′ 20″ N, 83° 36′ 16″ O |
| AT&T Field (en)              | Lookouts de Chattanooga   | mineure | Chattanooga  | 6340     | 2000  | 35° 03′ 16″ N, 85° 18′ 50″ O |
| The Ballpark at Jackson (en) | Generals de Jackson       | mineure | Jackson      | 6000     | 1998  | 35° 40′ 34″ N, 88° 46′ 09″ O |
| Pioneer Park (en)            | Astros de Greeneville     | mineure | Tusculum     | 4000     | 2004  | 36° 10′ 23″ N, 82° 45′ 22″ O |
| Howard Johnson Field (en)    | Cardinals de Johnson City | mineure | Johnson City | 3800     | 1956  | 36° 19′ 07″ N, 82° 20′ 27″ O |
| Hunter Wright Stadium (en)   | Mets de Kingsport         | mineure | Kingsport    | 2500     | 1995  | 36° 33′ 46″ N, 82° 35′ 55″ O |
| Joe O'Brien Field (en)       | Twins d'Elizabethton      | mineure | Elizabethton | 1500     | 1974  | 36° 21′ 18″ N, 82° 13′ 56″ O |

### Anciennement occupés par un club professionnel
| Nom           | Club                    | Ligue   | Localité    | Capacité | Année | Coordonnées                  |
| ------------- | ----------------------- | ------- | ----------- | -------- | ----- | ---------------------------- |
| Engel Stadium | Lookouts de Chattanooga | mineure | Chattanooga | 12000    | 1930  | 35° 02′ 44″ N, 85° 17′ 11″ O |

### Détruits
| Nom               | Club                      | Ligue   | Localité  | Capacité | Construction | Destruction | Coordonnées                  |
| ----------------- | ------------------------- | ------- | --------- | -------- | ------------ | ----------- | ---------------------------- |
| Sulphur Dell Park | Vols de Nashville         | mineure | Nashville | 8500     | 1870         | 1969        | 36° 10′ 23″ N, 86° 47′ 07″ O |
| Tom Wilson Park   | Elite Giants de Nashville | noire   | Nashville | 8000     | 1929         | 1946        |                              |
| Martin Park       | Red Sox de Memphis        | noire   | Memphis   | -        | 1924         | 1949        |                              |